# Anaxip
Anaxip (en grec antic: Ἀνάξιππος; llatí: Anaxippus) fou un poeta còmic atenenc de la nova comèdia contemporani d'Antígon i Demetri Poliorcetes, que va florir a la part final del segle iv aC i a la part primera del segle iii aC, segons que diu Suides. Es conserven els títols de 4 o 5 de les seves obres de teatre.